# James Webb Space Telescope
James Webb Space Telescope (JWST) er et ubemandet amerikansk rumobservatorium og international rummission i et samarbejde mellem NASA, European Space Agency (ESA) og Canadian Space Agency (CSA). Rumobservatoriet er opkaldt efter James E. Webb, der var leder af NASA fra 1961 til 1968 og spillede en vigtig rolle i udviklingen af Apollo-programmet. JWST efterfølger Hubble-rumteleskopet som NASA vigtigste strategiske rumobservatorium indenfor astrofysik.
De væsentligste dele af JWST er bygget af Northrop Grumman og består af et 6,5 meter stort spejlteleskop til udforskning af ekstremt fjerne astronomiske objekter via observationer i det infrarøde spektrum. Teleskopet og måleinstrumenterne holdes på en temperatur under 50 K (-220°C). JWST's specifikationer gør det muligt at foretage en række astronomiske observationer, der ikke er mulige i dag fra de eksisterende land- og rumbaserede observatorier. Et af målene med JWST er at undersøge nogle af de fjernest beliggende objekter i Universet. Sådanne objekter er de første stjerner, perioden med reionisering og dannelsen af de første galakser. Andre mål er at undersøge dannelsen af solsystemer og observere exoplaneter. JWST kan se 13,5 milliard år tilbage i tiden.
JWST blev opsendt den 25. december 2021 af en Ariane 5 raket. JWST befinder sig 1,5 millioner km fra Jorden i Lagrange-punkt L2 over den side af Jorden, der vender væk fra Solen. Rummissionen er udviklet ved NASA's Goddard Space Flight Center (GSFC) i Maryland og Space Telescope Science Institute er operatør af JWST.
Det første videnskabelige billede taget af teleskopet blev offentliggjort den 11. juli 2022.

## Økonomi
Projektet blev påbegyndt i 1996 for en opsendelse planlagt til 2007 for et budget på 500 millioner dollar. JWST-projektet har været plaget af væsentlige budgetoverskridelser og forsinkelser. Efter at det i 2011 var brugt ca. 3 milliarder $, besluttede det amerikanske senat at skrotte projektet, men det blev efterfølgende besluttet at genoptage programmet, dog med en maksimal udgift på 8,8 milliarder $ pr. december 2014.

## Galleri
- Test af spejlene i teleskopet
- JWST's størrelse sammenlignet med Hubble-teleskopets størrelse
- Spejlet samlet i maj 2016
- JWST "pakket" med sejl, der foldes ud i rummet
- Sejlet foldes ud på Jorden
- Animation af sejlet der foldes ud i Rummet
- Billede af planeten Jupiter taget af JWST, juli 2022
- NIR-billede af skabelsens søjler taget af James Webb Space Telescope i 2022